# Borsosberény
Borsosberény is een plaats (község) en gemeente in het Hongaarse comitaat Nógrád. Borsosberény telt 1040 inwoners (2001).